# Ctenus lubwensis
Ctenus lubwensis là một loài nhện trong họ Ctenidae.
Loài này thuộc chi Ctenus. Ctenus lubwensis được Pierre L. G. Benoit miêu tả năm 1979.